# Wybory parlamentarne w Libanie w 1992 roku
Wybory parlamentarne w Libanie odbyły się w 23, 30 sierpnia i 6 września 1992 roku. Były to pierwsze wybory parlamentarne po zakończeniu libańskiej wojny domowej.
Zgodnie z Porozumieniem z Taif nowe, pierwsze od 1972 roku, wybory miały się odbyć przed końcem listopada. W związku z tym parlament 16 lipca przyjął nowe prawo wyborcze i zgodnie z nim zwiększył liczbę miejsc ze 108 do 128, by zachować równy podział pomiędzy deputowanych chrześcijańskich i muzułmańskich.
Wybory pod syryjskim patronatem odbyły się w trzech fazach: 23 sierpnia w okręgach wyborczych Asz-Szamal i Al-Bika, 30 sierpnia w Bejrucie i okręgu Dżabal Lubnan oraz 6 września w okręgach Al-Dżanub i An-Nabatija. Okręgi wyborcze zostały wykrojone na niekorzyść maronitów. Niektóre były małe, inne wybierały kilku deputowanych. Wybór wielu kandydatów maronickich zależał od muzułmanów i zwolenników Syrii. Libańczycy na uchodźstwie (wśród których było nieproporcjonalnie wielu chrześcijan) zostali pozbawieni praw wyborczych.
Wybory charakteryzowały się niską frekwencją wśród chrześcijan, a wysoką wśród muzułmanów. Do parlamentu dostało się 36 maronitów, 27 szyitów, 27 sunnitów, 14 grekoprawosławnych, 8 druzów, 6 grekokatolików, 6 Ormian i 4 reprezentantów innych mniejszości. Największymi frakcjami w parlamencie zostały szyickie Amal (17 deputowanych) i Hezbollah (14 deputowanych).